# Жаксы Жалгызтау (село)
Жаксы Жалгызтау (каз. Жақсы Жалғызтау, до 2009 г. — Якши Янгистау) — село в Айыртауском районе Северо-Казахстанской области Казахстана. Входит в состав Нижнебурлукского сельского округа. Код КАТО — 593247500.

## География
Расположено на восточном берегу озера Жаксы-Жалгызтау в устье реки Карасу.

## Население
В 1999 году население села составляло 484 человека (228 мужчин и 256 женщин). По данным переписи 2009 года, в селе проживало 397 человек (190 мужчин и 207 женщин).